# Metropolitano da Cidade do México
O Metrô da Cidade do México, em espanhol Metro de la Ciudad de México ou resumidamente Metro CDMX, é um sistema de metropolitano que opera na Região Metropolitana do Vale do México, no México. Sua operação, bem como sua administração, está a cargo do organismo público descentralizado denominado Sistema de Transporte Colectivo (STC).
É composto atualmente por 12 linhas em operação, que somam 163 estações e 200,88 km de extensão. O sistema entrou em operação no dia 4 de setembro de 1969, com a inauguração do trecho da Linha 1 entre as estações Zaragoza e Chapultepec. Atualmente, encontra-se em construção um trecho de 4,6 km da Linha 12, que ligará as estações Mixcoac e Observatorio e duas estações intermediárias.
Atualmente, atende 11 demarcações territoriais da Cidade do México, que são: Álvaro Obregón, Azcapotzalco, Benito Juárez, Coyoacán, Cuauhtémoc, Gustavo A. Madero, Iztacalco, Iztapalapa, Miguel Hidalgo, Tláhuac e Venustiano Carranza. Atende também os municípios de Ecatepec de Morelos, La Paz, Naucalpan de Juárez e Nezahualcóyotl, situados no estado do México. O sistema registrou um tráfego total de 1 623 828 642 passageiros em 2015.
Os comboios utilizados na maioria das linhas possuem pneus de borracha ao lado das tradicionais rodas de aço, cujo emprego é conhecido como metro sobre pneus, a fim de diminuir o ruído produzido durante a operação e de tornar o sistema tolerante aos solos instáveis do Vale do México. As rodas de aço são utilizadas sozinhas apenas nos comboios que circulam na Linha A e na Linha 12. Durante os horários de pico, os comboios são constantemente servidos por vendedores ambulantes, embora o comércio informal seja proibido nas instalações do sistema desde a promulgação, em 6 de janeiro de 1993, de uma ordenança específica. Em algumas linhas, sobretudo nas horas de ponta, alguns vagões são destinados exclusivamente a mulheres, crianças, idosos e deficientes.

## Sistema

### Identidade visual

Logo do Metrô da Cidade do México, desenhado por Lance Wyman.

A programação visual do Metrô da Cidade do México foi desenvolvida por Lance Wyman, um designer gráfico estadunidense, que também criou os logotipos dos Jogos Olímpicos de 1968 e da Copa do Mundo de 1970. A programação inclui a identificação de cada estação por um símbolo minimalista, também conhecido como glifo, ícone ou pictograma, relacionado ao nome da estação ou à área em sua volta. O uso de pictogramas foi feito devido à elevada taxa de analfabetismo no final dos anos 60, de modo que tornaria mais fácil para a população se guiar por um sistema baseado em cores e símbolos visuais. Além do nome da estação em si, a base para a escolha do símbolo pode levar em consideração aspectos da região onde ela se localiza, como:
- Pontos de referência na área (ex: um chafariz para a Estação Salto del Agua, referente à fonte que lá existe);
- A topologia (ex.: um coiote para a Estação Coyoacán pois o nome "Coyoacán", na língua náuatle, significa "lugar de coiotes");
- A história do lugar (ex.: o símbolo da Estação Juárez é a silhueta do ex-presidente Benito Juárez).

Os pictogramas exibem as cores da linha servida pela estação. Nas que atendem a duas ou mais linhas, são mostradas as cores de cada linha em listas diagonais, como ocorre no símbolo da Estação Chabacano, composto por três cores, azul, verde e marrom, referentes às linhas 2, 8 e 9, respectivamente. O uso de pictogramas também foi adotado em outros sistemas de transporte da Região Metropolitana do Vale do México, como no Metrobus e no VLT da Cidade do México, e também em sistemas de outras regiões do México, como no VLT de Guadalajara e no Metrorrey. Embora os símbolos não sejam mais necessários devido à melhoria das taxas de alfabetização, o uso deles popularizou-se e a iconografia como ilustração para o transporte público fixou-se como característica distintiva mexicana.
O México influenciou o uso de pictogramas em sistema de outros países. No Brasil, eles são empregados nas estações do Metrô do Recife desde a inauguração do sistema pernambucano, em 1985.

### Estações
O sistema é composto por 163 estações em operação, das quais 87 são subterrâneas, 44 são superficiais, 18 são elevadas, 7 possuem um ou dois níveis subterrâneos e outro superficial, 2 possuem um nível superficial e outro elevado, 4 possuem um nível subterrâneo e outro elevado e 1 possui dois níveis subterrâneos, um superficial e outro elevado. Além destas, mais 2 estações encontram-se em construção e 1 está sendo ampliada. As estações, tanto as que estão em operação quanto as que estão em implantação, são listadas a seguir:
| · Linha 1  | - Pantitlán - Zaragoza - Gomez Farías - Boulevard Puerto Aéreo - Balbuena - Moctezuma - San Lázaro - Candelaria - Merced - Pino Suárez - Isabel la Católica - Salto del Agua - Balderas - Cuauhtémoc - Insurgentes - Sevilla - Chapultepec - Juanacatlán - Tacubaya - Observatorio                                                              |
| · Linha 2  | - Cuatro Caminos - Panteones - Tacuba - Cuitláhuac - Popotla - Colegio Militar - Normal - San Cosme - Revolución - Hidalgo - Bellas Artes - Allende - Zócalo - Pino Suárez - San Antonio Abad - Chabacano - Viaducto - Xola - Villa de Cortés - Nativitas - Portales - Ermita - General Anaya - Tasqueña                                        |
| · Linha 3  | - Indios Verdes - Deportivo 18 de Marzo - Potrero - La Raza - Tlatelolco - Guerrero - Hidalgo - Juárez - Balderas - Niños Héroes - Hospital General - Centro Médico - Etiopía-Plaza de la Transparencia - Eugenia - División del Norte - Zapata - Coyoacán - Viveros-Derechos Humanos - Miguel Ángel de Quevedo - Copilco - Universidad         |
| · Linha 4  | - Martín Carrera - Talismán - Bondojito - Consulado - Canal del Norte - Morelos - Candelaria - Fray Servando - Jamaica - Santa Anita |
| · Linha 5  | - Pantitlán - Hangares - Terminal Aérea - Oceanía - Aragón - Eduardo Molina - Consulado - Valle Gómez - Misterios - La Raza - Autobuses del Norte - Instituto del Petróleo - Politécnico |
| · Linha 6  | - El Rosario - Tezozómoc - UAM-Azcapotzalco - Ferrería/Arena Ciudad de México - Norte 45 - Vallejo - Instituto del Petróleo - Lindavista - Deportivo 18 de Marzo - La Villa-Basílica - Martín Carrera |
| · Linha 7  | - El Rosario - Aquiles Serdán - Camarones - Refinería - Tacuba - San Joaquín - Polanco - Auditorio - Constituyentes - Tacubaya - San Pedro de los Pinos - San Antonio - Mixcoac - Barranca del Muerto |
| · Linha 8  | - Garibaldi-Lagunilla - Bellas Artes - San Juan de Letrán - Salto del Agua - Doctores - Obrera - Chabacano - La Viga - Santa Anita - Coyuya - Iztacalco - Apatlaco - Aculco - Escuadrón 201 - Atlalilco - Iztapalapa - Cerro de la Estrella - UAM-I - Constitución de 1917                                                                      |
| · Linha 9  | - Observatorio - Tacubaya - Patriotismo - Chilpancingo - Centro Médico - Lázaro Cárdenas - Chabacano - Jamaica - Mixiuhca - Velódromo - Ciudad Deportiva - Puebla - Pantitlán |
| · Linha A  | - Pantitlán - Agrícola Oriental - Canal de San Juan - Tepalcates - Guelatao - Peñón Viejo - Acatitla - Santa Marta - Los Reyes - La Paz |
| · Linha B  | - Ciudad Azteca - Plaza Aragón - Olímpica - Ecatepec - Múzquiz - Río de los Remedios - Impulsora - Nezahualcóyotl - Villa de Aragón - Bosque de Aragón - Deportivo Oceanía - Oceanía - Romero Rubio - Ricardo Flores Magón - San Lázaro - Morelos - Tepito - Lagunilla - Garibaldi-Lagunilla - Guerrero - Buenavista                            |
| · Linha 12 | - Tláhuac - Tlaltenco - Zapotitlán - Nopalera - Olivos - Tezonco - Periférico Oriente - Calle 11 - Lomas Estrella - San Andrés Tomatlán - Culhuacán - Atlalilco - Mexicaltzingo - Ermita - Eje Central - Parque de los Venados - Zapata - Hospital 20 de Noviembre - Insurgentes Sur - Mixcoac - Valentín Campa - Álvaro Obregón - Observatorio |

### Linhas
O sistema é composto por 12 linhas em operação, das quais 10 operam com trens de rolamento pneumático e o restante com trens de rolamento férreo. Cada linha é identificada por um algarismo ou por uma letra, além de uma ou duas cores. Foram inauguradas entre 1969 e 2012, somando hoje 163 estações e 200,88 km de extensão.
A tabela abaixo lista o nome, a cor distintiva, as estações terminais, o ano de inauguração, a extensão e o número de estações das linhas que estão em operação:
| Linha | Cor           | Terminais                                  | Ano de inauguração | Extensão  | N.º de estações |
| ----- | ------------- | ------------------------------------------ | ------------------ | --------- | --------------- |
|       | Rosa          | Pantitlán ↔ Observatorio                   | 1969               | 18,828 km | 20              |
|       | Azul          | Cuatro Caminos ↔ Tasqueña                  | 1970               | 23,431 km | 24              |
|       | Verde Oliva   | Indios Verdes ↔ Universidad                | 1970               | 23,609 km | 21              |
|       | Ciano         | Martín Carrera ↔ Santa Anita               | 1981               | 10,747 km | 10              |
|       | Amarela       | Pantitlán ↔ Politécnico                    | 1981               | 15,675 km | 13              |
|       | Vermelha      | El Rosario ↔ Martín Carrera                | 1983               | 13,947 km | 11              |
|       | Laranja       | El Rosario ↔ Barranca del Muerto           | 1984               | 18,784 km | 14              |
|       | Verde         | Garibaldi-Lagunilla ↔ Constitución de 1917 | 1994               | 20,078 km | 19              |
|       | Marrom        | Tacubaya ↔ Pantitlán                       | 1987               | 15,375 km | 12              |
|       | Morado        | Pantitlán ↔ La Paz                         | 1991               | 17,192 km | 10              |
|       | Verde e Cinza | Ciudad Azteca ↔ Buenavista                 | 1999               | 23,722 km | 21              |
|       | Dourada       | Tláhuac ↔ Mixcoac                          | 2012               | 25,100 km | 20              |